# Eriastrum tracyi
Eriastrum tracyi là một loài thực vật có hoa trong họ Polemoniaceae. Loài này được H.Mason mô tả khoa học đầu tiên năm 1945.